# Сью, Арлен
Арлен Сью Бермудес (исп. Arlen Siu Bermúdez, 15 июля 1955, Хинотепе — 1 августа 1975, Эль-Саусе) — никарагуанская революционерка китайского происхождения, первая и самая молодая женщина-мученица СФНО, символ никарагуанского женского движения.

## Биография
Арлен Сью родилась в Хинотепе. Её отцом был иммигрировавший в конце 1940-х из Китая боец Красной армии гуандунец Армандо Сью Лау, женившийся на местной никарагуанке.
После окончания школы (La Escuela Normal de Señoritas) Арлен поступила в Национальный автономный университет Никарагуа, где познакомилась с музыкальной группой «Панкасан» (исп. Pancasán). Начала писать песни и музыку и сама же их исполняла на гитаре. Будучи членом христианского движения, в 18 лет присоединилась к СФНО и в 20 лет погибла, попав в засаду Национальной гвардии.
Её эссе о марксизме и феминизме повлияли на развитие сандинистского и женского движений в стране.

## Память
Её именем названы районы баррио в городах Манагуа и Эль-Рама, а также парк в Леоне.